# An Tràng
An Tràng là một xã thuộc huyện Quỳnh Phụ, tỉnh Thái Bình, Việt Nam.
Xã An Tràng có diện tích 5,21 km², dân số năm 1999 là 4.795 người, mật độ dân số đạt 920 người/km².